# Toptani-kormány
A Toptani-kormány az 1912-ben függetlenné vált Albánia időrendben negyedik (az ügyvezető kormányszerveket is számolva hatodik), 1914. október 5-e és 1916. január 27-e között hivatalban lévő kormánya volt. A kormány megalakítását nem legitimálta az albánság politikai közösségének döntése, az 1913 óta politikai viszályairól hírhedt Esat Toptani erőszakkal ragadta magához a hatalmat. Kormányzatát ugyanakkor több antanthatalom is elismerte, miután érdekükben állott az érdekövezeteik között húzódó semleges Közép-Albánia életben tartása.
Működése nagy részében a kormány csupán a főváros, Durrës felett gyakorolt ellenőrzést, miután 1914 novemberében az Oszmán Birodalom fennhatóságához visszatérni kívánó oszmanisták Krujai Szövetsége felkelést robbantott ki Toptani ellen, és Közép-Albánia nagy részére rátették a kezüket. Toptanit a baráti Szerb Királyság hadserege segítette ki 1915 júniusában, amikor felszámolták a Krujai Szövetséget, az általuk ellenőrzött terület pedig a Toptani-adminisztrációhoz került. Az államalakulat és a kormányzat konszolidálására azonban az első világháború eszkalációja miatt nem nyílt mód, 1915 őszétől a központi hatalmak fokozatosan felmorzsolták Toptani protektorait, a szerb haderőt. Kormánya 1916 januárjában feloszlott, Toptani pedig februárban elmenekült az országból.

## Előzményei

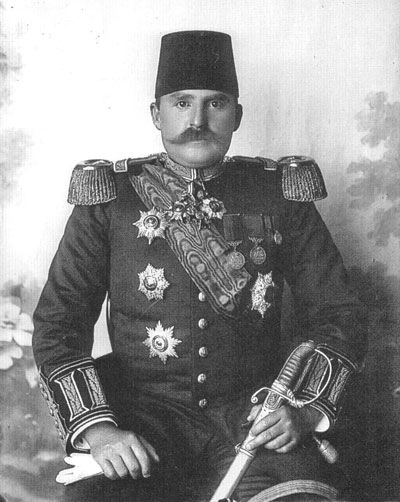
Esat Toptani 1908 körül

Esat Toptani a korábbi években az albániai politikai színtér egyik legkonfliktusosabb, viszálykereső alakjaként lett hírhedt. 1913 áprilisában szerb és montenegrói támogatással Albánia királyává kiáltotta ki magát, majd az észérveknek engedve 1913 júliusában belügyminiszterként csatlakozott az ország Ismail Qemali vezette nemzeti kormányához. Egy hónapot sem töltött ki új pozíciójában, amikor 1913 augusztusában a vlorai kormányból kilépve Durrësban ellenkormányt alakított, majd októberben kikiáltotta a Közép-albániai Köztársaságot. Végül a nagyhatalmakat képviselő Nemzetközi Ellenőrző Bizottsággal megegyezve 1914 februárjában feloszlatta ellenkormányát, és márciustól már az Albán Fejedelemség kijelölt uralkodója, Vilmos fejedelem udvarának „erős embere”, Turhan Përmeti első kormányának belügy- és hadügyminisztere volt. Hamarosan azonban kiütközött hatalomvágya és intrikus természete, és a háttérben hatalomátvételét előkészítve Közép-Albánia lakosságát felfegyverezte és Vilmos ellen hangolta. 1914. május 18-án kétkulacsos politikáját leleplezték, majd a fejedelem Olaszországba száműzte Toptanit. Távozását követően azonban hívei, a korábban felfegyverzett közép-albániai parasztság fellázadt, és kitört a közép-albániai felkelés. Bár Toptani menesztése szolgált gyutacsul, a lázadás egyre inkább oszmanista formát öltött, résztvevői az Oszmán Birodalmon belüli autonóm Albániát követeltek. 1914. szeptember elejére nyomásuk alatt a fejedelemség összeomlott, Vilmos elmenekült az országból. A felkelők szeptember 6-án bevonultak Durrësba, felvonták az oszmán birodalmi lobogót, majd pár nap elteltével Mustafa Ndroqi vezetésével összehívták szenátusukat, amely kimondta az Oszmán Birodalom fennhatóságának restaurációját.

## Megalakítása
Vilmos fejedelem elmenekülését, az Albán Fejedelemség összeomlását követően Toptani Olaszországból Athénon és Szalonikin keresztül Nišbe, a szerb hadvezetés legfontosabb bázisára utazott, ahol szeptember elején találkozott a szerb miniszterelnökkel, Nikola Pašićtyal. Tárgyalásuk eredményeként a szerb kormány beleegyezett Toptani anyagi támogatásába, és abba, hogy szerb területen zsoldosokat toborozzon, és segítségükkel átvegye a hatalmat Albániában. Toptani szeptember 17-én ért Debarba, ahol először is leszerelte a szerbek ellen szervezkedő helyi albánokat, majd Jusuf Dibra segítségével felbérelte őket saját céljaira. Az így összetoborzott 5 ezer fegyveres élén Toptani 1914. szeptember 20-án átlépte az albán határt. A híveiből álló előőrs eközben a felkelők durrësi kormányát meggyőzte, hogy fegyveres csapatokat küldjön a Görögország támogatta Észak-epiruszi Autonóm Köztársaság ellen, így Toptani október 2-án minden ellenállás nélkül bevonult az albán fővárosba, Durrësba, és átvette a hatalmat.
Rövidebb előkészületeket követően 1914. október 5-én öt miniszterrel megalakította kormányát, alelnökének pedig megtette a felkelők szenátusának elnökét, Mustafa Ndroqit. Ugyanakkor a még szeptember elején megalakult szenátus tagjait fegyverrel kényszerítette arra, hogy őt Albánia állam- és kormányfőjeként, valamint hadsereg-főparancsnokként elismerjék.
| A Toptani-kormány minisztertanácsának tagjai | A Toptani-kormány minisztertanácsának tagjai | A Toptani-kormány minisztertanácsának tagjai |
| Név                                          | Tisztség                                     | Hivatali idő                                 |
| -------------------------------------------- | -------------------------------------------- | -------------------------------------------- |
| Esat Toptani                                 | miniszterelnök                               | 1914. október 5. – 1916. január 27.          |
| Sali Toro                                    | igazságügyi miniszter                        | 1914. október 5. – 1915                      |
| Pjetër Poga                                  | igazságügyi miniszter                        | 1915 – 1916. január 27.                      |
| Shahin Dino                                  | belügyminiszter                              | 1914. október 5. – 1916. január 27.          |
| Nexhat Libohova                              | pénzügyminiszter                             | 1914. október 5. – 1915. május 25. †         |
| Haxhi Jusuf Banka                            | pénzügyminiszter                             | 1915. május 27. – 1916. január 27.           |
| Aziz Vrioni                                  | közmunkaügyi miniszter                       | 1914. október 5. – 1916. január 27.          |
| Jusuf Dibra                                  | hadügyminiszter                              | 1914. október 5. – 1916. január 27.          |

## Legitimációja
Az albán történetírásban fel-felmerülő kérdés, hogy az önjelölt Toptaninak van-e helye az ország kijelölt vagy megválasztott de iure kormányfőinek sorában, és végül az a tény dönti el a kérdést, hogy a Szerb, az Olasz Királyság és az Orosz Birodalom hivatalosan is elismerte kormányát. A mögöttes geopolitikai okokat a nagy nyilvánosság csak később ismerte meg. A diplomáciai háttéregyeztetések során 1915-ben az albán területeket egymás között felosztó Olaszország és az antanthatalmak terveiben mindvégig szerepelt egy durrësi központú autonóm, de semleges muszlim albán állam terve. Ez az elképzelés végül az 1915. április 26-án aláírt titkos londoni egyezménynek is külön pontja lett azzal a kiegészítéssel, hogy a közép-albániai állam diplomáciai képviseletét a protektori feladatokat vállaló Olaszország látná el, és területének megfelelő kiterjedésűnek kell lennie ahhoz, hogy az Ohridi-tótól nyugatra semleges zónaként működhessen a tervek szerint az Albánia északi részeit elfoglaló délszláv és a déli részekbe bevonuló görög adminisztráció között.

## Tevékenysége
Toptani Durrësban berendezkedett a volt fejedelmi konakban, és első intézkedései egyikeként – bizonyítandó lojalitását az antanthatalmakhoz – hadat üzent az Osztrák–Magyar Monarchiának. Ugyanakkor a szövetségesek által a szerbekhez irányított, albán területen áthaladó ellátmányokat erősen megvámolta. 1914. október 21-én kormánya kihirdetett egy sajátosan értelmezett földreformtörvényt, amely kimondta mintegy ötven nagybirtokos család – voltaképpen Toptani politikai ellenlábasai (Vlorák, Biçakçiuk, Vrionik, Cakranik stb.) – birtokainak elkobzását és szétosztását a szegényebb társadalmi rétegek körében. Miután azonban e családok birtokai jobbára az általa ellenőrzött területen kívül feküdtek, a törvény végrehajtására nem nyílt mód. Emellett új fizetőeszközt vezetett be, amelynek alapja az albán grosh (tkp. ’garas’), váltópénze pedig a para (’pénz’) lett (1 grosh = 40 para), valamint az öt- és tízparás, illetve egy- és tizenkét groshos bankjegyek nyomtatását is elindította.

### Küzdelmek a Krujai Szövetséggel
Egyebekben Toptani ezúttal óvatosabbnak mutatkozott. Miután átvette a hatalmat, bevonta az oszmán zászlót, de nem akarta az iszlamista elemeket magára haragítani, ezért az önálló Albán Fejedelemség felségjele helyett Albánia kereskedelmi lobogóját vonta fel. A korábban őt támogató közép-albániai muszlim felkelővezéreknek azonban már ez is elég volt, hogy szembeforduljanak vele. Október második felében megejtett titkos tanácskozásaikon számot vetettek azzal, hogy Toptani elárulta céljaikat, elpártolt az Oszmán Birodalmon belüli autonóm Albánia tervétől, majd 1914. november 23-án kitört fegyveres felkelésük. A lázadás vezetői a már a nyári felkelésben is főszerepet játszó Haxhi Qamili, az elbasani Qamil Haxhi Feza és Musa Qazimi tiranai mufti voltak. 1914. december 20-án a felkelők Abdi Toptani egyik, Krujához közel eső tanyáján Mehmet Gjinali vezetésével megalakították Krujai Szövetség néven ismertté lett Toptani-ellenes egységplatformjukat. Néhány nap elteltével adták közre proklamációjukat, amelyben fő céljukul Esat Toptani hatalomból való kiebrudalását jelölték meg, valamint hitet tettek amellett, hogy Albániának az Oszmán Birodalom autonóm területeként kell folytatnia állami életét, amelyet uralkodóként az Oszmán-ház egyik tagja irányítana. Több albán törzs- és nemzetségfő csatlakozott felkelésükhöz, és az év végére gyakorlatilag egész Közép-Albániát a kezükre kerítették. Elfoglalták Toptani legfontosabb bázisát, Tiranát, a pasa tiranai konakját porig égették, híveit pedig börtönbe vetették.
1914 végére tehát úgy állt a helyzet, hogy Toptani és kormánya fennhatósága mindössze Durrës városára terjedt ki, de maga Toptani is egy az öbölben horgonyzó olasz hadihajón rendezkedett be. Korábban ugyanis olasz katonai segítségért folyamodott a rend fenntartása érdekében, amit az olaszok készséggel meg is adtak, és ennek ürügyén elfoglalták Vlora városát is. Az ország középső területeinek nagy része az ellene fellázadt Krujai Szövetség kezén volt. Ez utóbbi alól csak Mat és Dibra vidéke volt kivétel, ahol a fiatal Amet Zogolli volt a vidék ura. Északabbra Prenk Bibë Doda uralta Mirdita környékét, valamint a tengerparton fekvő Lezha és Shëngjin városokat, és bár Toptani igyekezett tőle területeket elhódítani, folyamatosan visszaverte a próbálkozásait. Shkodrában és környékén egy nemzetközi testület állt a közigazgatás élén, Dél-Albániát pedig Görögország és Olaszország már 1914 őszén felosztotta egymás között.
1915. január 26-án a Krujai Szövetség vezetői ún. nemzeti tanácskozást tartottak Tiranában, amelynek során egy sor állásfoglalást fogadtak el „Albánia népe nevében”. Egyfelől igyekeztek felhívni a nagyhatalmak képviselőinek figyelmét arra, hogy a Durrësba visszaszorult Toptani-kormány bitorolja a hatalmat, és az ország nagy része felett semminemű fennhatósága nincs. Másfelől megfenyegették Toptanit is, ígéretet tettek rá, hogy megbuktatják és elkergetik, valamint elérik, hogy Albánia a kibontakozó nagy háborúban semleges maradjon. A felkelők februári tanácskozásain aztán ismét előtérbe került Albánia közjogi helyzetének a kérdése. Először megismételték decemberi programjukat az oszmán állami keretek között oszmán herceg által irányított Albániáról, később azonban a realitásokhoz igazodva egy elbasani találkozójukon már amellett törtek lándzsát, hogy az 1914 szeptemberében általuk elkregetett Vilmos fejedelmet hívják vissza az ország trónjára. A tervet az Osztrák–Magyar Monarchia nem támogatta, de az emigrációban élő Vilmos is úgy reagált, hogy csak az albánság politikai akaratának egyértelmű és egyhangú kifejezését követően térne vissza. Ez utóbbi gondot okozott, nem csak az ország szétdaraboltsága miatt, hanem azért is, mert a Krujai Szövetség vezetőinek frissében kibontakozott Vilmos-szimpátiáját a közép-albániai muszlim felkelők többsége sem támogatta.
A lázadók és a Krujai Szövetség letörésében végül az első világháború kaotikus balkáni hadszíntere, az albán földön masírozó hadseregek sokasága játszott Toptani kezére. 1915 júniusában a szerb hadsereg az Ohridi-tó térségében átlépte az albán határt, majd villámgyorsan elfoglalta Pogradecet, Elbasant, Tiranát, Kavaját és Ishëmet. Már e települések elesése is érzékeny veszteség volt a Krujai Szövetség számára, a hadművelet során ráadásul Qukës és Krraba térségében szétverték a lázadók maradék fegyveres erejét, és kézre kerítették vezéreiket. Amikor a szerbek 1915. június 11-én elérték Durrëst, foglyaikat, Haxhi Qamilit, Musa Qazimit, Qamil Haxhi Fezát, Ramadan Gjinalit és Haxhi Demirit átadták a Toptani-kormánynak. Xhelal Zogolli elnökletével hamarosan megindult a felkelővezérek pere, és augusztusban hazaárulás vádjával mindannyiukat felakasztották.

### Albánia összeomlása
Toptani a szerbeknek köszönhetően megszilárdította közép-albániai hatalmát. Nem csak az uralmára veszélyes és Durrës köré gyakorlatilag ostromgyűrűt vont felkelőktől szabadult meg, de a szerbek az általuk elfoglalt Pogradec, Elbasan, Kavaja és Tirana feletti ellenőrzést is átengedték Toptaninak, ezzel az általa uralt területek lakossága kb. 500 ezer főre emelkedett. Jóllehet, hadserege mindössze 3 ezer fegyveresből állt, a következő lépés uralmának kiterjesztése lett volna. Mivel országától délre a vele szövetséges antanthatalmak tartották megszállva Albániát, Toptani 1915 szeptemberében az addig függetlenségét megőrző Mirdita-vidék ellen vonult. A szerbek azonban újabb vállalkozásában már nem segítették, így végül a Prenk Bibë Doda vezette mirditák érzékeny veszteségeket okoztak a kormányerőknek.
Ezt követően a Toptani-kormány helyzete megrendült. Protektorai, a szerbek nehéz helyzetbe kerültek, amikor 1915 októberében a központi hatalmak oldalán Bulgária is belépett a háborúba, és november elejéig nem csak macedóniai területeket foglaltak el, de a szerb hadvezetés bázisát, Ništ is bevették. Nehéz idők következtek Szerbiára, az uralkodó és a kormány Koszovóba szorult vissza, de 1915 novemberére az egyesített bolgár, osztrák–magyar és német támadások onnan is kisöpörték őket. November 28-án, az albán függetlenség kikiáltásának harmadik évfordulójára időzítve a német kormány bejelentette, hogy a központi hatalmak egységes akaratából restaurálják az Albán Fejedelemséget és Vilmos fejedelem hatalmát. A Toptani-kormány lépéshátrányba került. December közepére a szerb sereg maradéka Shkodrába, illetve a Toptani fennhatósága alatt álló területekre, Elbasan, Tirana és Kavaja környékére szorult vissza, december 15-én pedig az olasz hadsereg, hogy az általa megszállt Vlora védelmét biztosítsa, bevonult az albán fővárosba, Durrësba is. Toptani egyik utolsó kétségbeesett lépéseként 1915 decemberében kiutasította a durrësi osztrák–magyar és bolgár követeket.

## Feloszlása

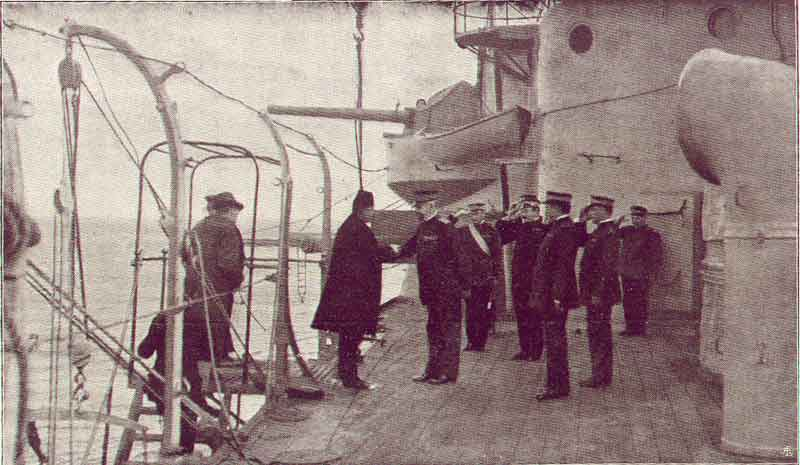
Toptanit fogadják az olasz hadihajó fedélzetén, amelyen 1916 februárjában elhagyta Albániát

1916 januárjában az osztrák–magyar 3. hadsereg megszállta Montenegrót, majd Kövess Hermann tábornok vezetésével január 16-án átlépte az albán határt, megkezdődött Albánia osztrák–magyar megszállása. Január 23-án elfoglalták Shkodrát, 25-én pedig Shëngjint, ezzel a Toptani uralma alatt álló területek határához érkeztek. Toptani, továbbra is az önálló Albánia elnökének címezve magát, mintha tudomást sem vett volna a fejleményekről, január 26-án egy zászlóaljat küldött a Mat vidékére, hogy letörje a függetlenségét megőrző nemzetségfő – egyébként rokona –, Amet Zogolli hatalmát. A szerbekre a kialakult katonai helyzetben továbbra sem számíthatott, így kísérlete gyorsan és csúfosan megbukott, Toptani végképp visszaszorult Durrësba. Kormánya másnap, 1916. január 27-én bejelentette feloszlását. Február 10-ére Toptani Közép-Albániájának csaknem egésze a központi hatalmak, az osztrák–magyar és a bolgár hadsereg kezére került, végül Toptani a várost kiürítő olasz alakulatokkal együtt február 24-én elhagyta Albániát.